# Polyéthercétone
Les polyéthercétones (PEK) sont des polymères dont la structure moléculaire contient alternativement des fonctionnalités cétone (R-CO-R) et éther (R-O-R). Les plus courants sont les polyaryléthercétones (PAEK), dans lesquels un groupe aryle est lié en position (1,4) entre chacun des groupes fonctionnels. La structure, qui est donc très rigide, confère aux matériaux des températures de transition vitreuse et de fusion très élevées par rapport aux autres plastiques.

## Synthèse
Les polyéthercétones peuvent être obtenues par condensation de la 4,4′-difluorobenzophénone et de potassium ou du sel de sodium de l'hydroquinone.

## Types
Le plus courant de ces matériaux résistant aux hautes températures est le polyétheréthercétone (PEEK).
Les autres types de polyéthercétone sont :
- PEKK = Polyéthercétonecétone
- PEEKK = Polyétheréthercétonecétone
- PEKEKK = Polyéthercétoneéthercétonecétone

## Applications
Dans l'espace et l'aviation : pièces d'avion (ailerons, volets d'ailes, nez, sièges). Remplacement de pièces métalliques, également dans le domaine militaire.
Dans l'industrie et l'automobile : pièces moulées de haute performance telles que cages de palier, engrenages, bagues d'étanchéité, retenues de ressorts de soupapes, turbines. Revêtements pour lesquels une résistance à des températures élevées, supérieures à 200°C, est requise. Les revêtements en PEEK ou PEK, par exemple, conviennent pour des applications jusqu'à 230 °C.
Dans l'industrie électronique : gaines de fils et de câbles, cartes de circuits imprimés flexibles, production de semi-conducteurs, connecteurs offshore.
Dans la technologie médicale : poignées d'endoscopes, prothèses de la hanche, implants médicaux. Comme les polyéthercétones peuvent être stérilisées sans être endommagées, le PEK est souvent utilisé pour des applications chirurgicales.

## Propriétés
Le PEK résiste à des températures élevées. Il se caractérise également par une grande résistance à l'usure. En outre, les polyéthercétones sont très résistants aux produits chimiques : Ils résistent aux acides non oxydants, aux graisses, aux lubrifiants, à la vapeur d'eau, à l'eau chaude et aux alcalis concentrés.